# Hummelskär (vid Gyltö, Korpo)
Hummelskär är en ö i Finland. Den ligger i Skärgårdshavet och i kommunen Pargas i den ekonomiska regionen  Åboland i landskapet Egentliga Finland, i den sydvästra delen av landet. Ön ligger omkring 58 kilometer sydväst om Åbo och omkring 190 kilometer väster om Helsingfors. 
Öns area är 3 hektar och dess största längd är 290 meter i öst-västlig riktning. Närmaste större samhälle är Korpo, 9,5 km norr om Hummelskär.